# IC 5268
IC 5268 је ознака објекта на координатама са ректансцензијом 22h 56m 12,0s и деклинацијом + 36° 35" 48'. Каснијим посматрањима на том положају није уочен никакав астрономски објекат.